# بيلي سكوت
بيلي سكوت (بالإنجليزية: Billy Scott)‏ (6 ديسمبر 1907 في المملكة المتحدة - 18 أكتوبر 1969 في المملكة المتحدة) هو لاعب كرة قدم بريطاني (وحمل سابقاً جنسية المملكة المتحدة لبريطانيا العظمى وأيرلندا) في مركز مهاجم داخلي. شارك مع منتخب إنجلترا لكرة القدم. أما مع النوادي، فقد لعب مع نادي برينتفورد ونادي ميدلزبره ونادي ألدرشوت ونادي دوفر ودارلينجتون إف سى.

## وصلات خارجية
- بيلي سكوت على موقع قاعدة بيانات كرة القدم.إي يو (الإنجليزية)
- بيلي سكوت على موقع ناشيونال فوتبول تيمز (الإنجليزية)